# Vásáry István (politikus)
Vásáry István (Debrecen, 1887. január 29. – Debrecen, 1955. augusztus 25.) kisgazdapárti magyar politikus, pénzügyminiszter.
Szülővárosában végzett jogot, utána 1900-ban a város szolgálatába lépett. 1925-től Debrecen polgármester-helyettese, 1928-tól 1935-ig polgármestere. 1939-ben a Független Kisgazdapárt programjával képviselővé választották. A Debrecenben alakult Ideiglenes Kormányban 1944. december 21-től 1945. július 2-ig a pénzügyminiszteri tárcát töltötte be. 1945 után a Független Kisgazdapárt jobboldali szárnyának egyik vezetője volt. 1946. március 12-én az MKP vezette Baloldali Blokk nyomására kizárták a pártból. Később tagja lett Sulyok Dezső Szabadságpártjának. 1947-ben visszavonult a politikai élettől. 8 év múlva, 1955-ben hunyt el szülővárosában 68 évesen.
Unokája Vásáry István orientalista, turkológus, az MTA tagja. Rokonsági körébe tartozik Vásáry Tamás karmester, a Nemzet Művésze díj kitüntetettje, aki József nevű, három évvel fiatalabb fivérének a fiaként született, tehát az unokaöccse.